# Mohammed Benchrifa
Mohammed Benchrifa, arab. محمد بنشريفة (ur. 23 czerwca 1976  lub 28 kwietnia 1975 w Casablance) – marokański piłkarz nożny grający na pozycji obrońcy i trener tej dyscypliny. Jako zawodnik reprezentant kraju.

## Kariera

### Kariera klubowa
Mohammed Benchrifa rozpoczął karierę w sezonie 1995/1996 w Wydadzie Casablanca. W sezonach 1997/1998 i 2000/2001 zdobywał krajowy puchar. Występował tam do sezonu 2002/2003, gdy przeniósł się do katarskiego Al-Khor. W następnym sezonie zakładał koszulkę emirackiego Al Wahda. W sezonie 2004/2005 powrócił do Wydadu Casablanca, gdzie w sezonie 2005/2006 zdobył mistrzostwo kraju. Łącznie w klubie z największego miasta Maroka rozegrał 119 spotkań i strzelił 23 gole. W sezonie 2006/2007 zmienił klub na Moghreb Tétouan. Grał tam do sezonu 2008/2009, kiedy to przeniósł się do FUS Rabat. W debiutanckim sezonie po raz ostatni w karierze zdobył puchar kraju. Łącznie w stołecznym klubie rozegrał 72 spotkania i strzelił 7 goli. 1 lipca 2013 roku zakończył piłkarską karierę.

### Kariera reprezentacyjna
Mohammed Benchrifa rozegrał 3 mecze w ojczystej reprezentacji, wszystkie w latach 2000–2001, nie strzelając przy tym żadnego gola.

### Kariera trenerska
Mohammed Benchrifa od 18 stycznia 2021 roku jest asystentem trenera w Wydadzie Casablanca, do 30 marca 2021 roku rozegrał z drużyną 9 meczów.